# Henri van Schaik
Henri Louis Marie van Schaik (Delft, 24 de julho de 1899 - 19 de agosto de 1991) foi um ginete holandês, especialista em saltos, medalhista olímpico. 

## Carreira
Henri van Schaik representou seu país nos Jogos Olímpicos de Verão de 1936, na qual conquistou a medalha de prata nos saltos por equipes. Ele foi um prisioneiro da Segunda Guerra, que pulou de um trem em velocidade, e conseguiu chegar até a Inglaterra como refugiado.